# Medel (Lucmagn)
Medel (Lucmagn) (do 1943 Medels im Oberland) – miejscowość i gmina w Szwajcarii, w kantonie Gryzonia, w regionie Surselva. Pod względem liczby mieszkańców jest najmniejszą gminą w regionie.

## Demografia
W Medel (Lucmagn) mieszkają 344 osoby. W 2020 roku 12,9% populacji gminy stanowiły osoby urodzone poza Szwajcarią. 

## Transport
Przez teren gminy przebiega droga główna nr 416. 